# Кебанья-Кішпешт (станція метро)
47°27′48″ пн. ш. 19°08′57″ сх. д. / 47.46333° пн. ш. 19.14917° сх. д.
Кебанья-Кішпешт (угор. Kőbánya-Kispest) — станція Будапештського метрополітену. Кінцева станція лінії M3 (синьої). Вихід зі станції здійснюється на залізничну платформу Кебанья-Кішпешт, а також до автобусного терміналу. Станція забезпечує сполучення метро, приміських залізничних потягів та 20 автобусних маршрутів, включаючи автобус 200E до аеропорту імені Ференца Ліста. Поруч зі станцією знаходиться великий житловий масив і торговий центр «Köki Terminál».

## Історія
Станція відкрита 20 квітня 1980 року у складі дільниці «Надьварад-тер» — «Кебанья-Кішпешт». Назва походить через розташування на межі районів «Кебанья» та «Кішпешт».
Вночі 22 січня 2022 року на лінії М3 зіткнулися два поїзди метро. Аварія сталася на «виїзній» ділянці Кебанья-Кішпешт, пасажирів у поїздах не було, так що обійшлось без постраждалих.

## Технічні характеристики
«Кебанья-Кішпешт» — наземна відкрита станція з однією острівною та однією береговою платформами, за станцією розташовані оборотні тупики.

## Пересадки
- Муніципальні автобуси: 68, 85, 85E, 93, 93A, 98, 98E, 136E, 148, 151, 182, 182A, 184, 193E, 200E, 202E, 282E, 284E
- Приміські автобуси: 575, 576, 577, 580, 581
- Залізничну станцію Кебанья-Кішпешт